# Collection Adoras (Nouvelles éditions ivoiriennes)
Adoras est une collection de littérature ivoirienne de la maison des Nouvelles éditions ivoiriennes.
Lancée en 1998, elle s'inspire des télénovelas, les séries brésiliennes très suivies en Afrique de l'Ouest et est comparée à la collection Harlequin.
Elle est dirigée au départ par Méliane Boguifo puis par Méliane Kouakou Yao. Les romans de la collection abordent des sujets de société sensibles comme l’excision ou le sida.

## Présentation
La collection Adoras est lancée en 1998 par les Nouvelles éditions ivoiriennes. Inspirée des télénovelas, les séries brésiliennes très suivies en Afrique de l'Ouest, elle tend à répondre à la soif de littérature sentimentale en Côte d'Ivoire,.  
Son lancement est accompagné par une importante campagne de promotion dans la presse et la télévision ivoiriennes et la collection rencontre rapidement un large succès. 36 000 livres sont vendus dès les deux premiers mois. Chaque titre est tiré à 10 000 exemplaires, vendus à 1500 CFA. Elle est dirigée au départ par Méliane Boguifo puis par Méliane Kouakou Yao,. 
Adoras est comparée à la collection Harlequin. Ses romans à l’eau de rose en suivent fidèlement la structure narrative tout en s’inscrivant dans un contexte culturel africain permettant au public de s’identifier à l’univers des personnages,. 
Derrière des histoires d'amour légères et qui se terminent bien, les romans de la collection Adoras abordent des sujets de société sensibles comme l’excision dans Amour à vif de Fatou Fanny-Cissé ou le sida dans T'aimer malgré tout d'Adjouha Angla. Elle évite cependant certains thèmes comme l'homosexualité ou glisse sur d'autres comme le mariage forcé,.  
En 2001, Dominique Torrès réalise un documentaire sur Adoras pour France 2, Cœurs piégés en Afrique. 
Deux ouvrages de la collection Adoras ont fait l'objet d'adaptation : Cache-cache d'amour, en téléfilm par Didier Aufort et Siriki Baïkrode en 2001 et Le Pari de l'amour, en long métrage par Didier Aufort en 2003. 

## Principales signatures
- Bomou Karidja, alias Yeveny Bomou[10]
- Kaba Fanta, alias K. Fatym
- Hélène Soungalo Diomandé, alias Koussoh Mélika
- Nathalie Amani N'Guessan, alias Amani N'Guessan

## Sélection d'ouvrages
- Fibla Koné, Cache-cache d'amour, NEI Abidjan, 1998 (ISBN 978-2-911725-41-8, OCLC 43392554)
- Carmen P. Lopez, Cœurs piégés, NEI Abidjan, 1998 (ISBN 978-2-911725-39-5, OCLC 41537523)
- B. Williams, Tu seras mon épouse, NEI, 1999 (ISBN 978-2-84487-012-4, OCLC 44853435)
- Fara Seye, Les chants de la lagune, NEI, 1998 (ISBN 978-2-911725-67-8, OCLC 42656193)
- Charly Legend, Ce regard de feu, NEI, 1998 (ISBN 978-2-911725-68-5, OCLC 42655947)
- Faty Tall, Destination tendresse, NEI, 2001 (ISBN 978-2-84487-098-8, OCLC 49667727)
- Axel Esmel, Romance à l'île Boulay, NEI, 2000 (ISBN 9782844870575, OCLC 891425879)
- Adjouha Angla, T'aimer malgré tout, NEI, 2001 (ISBN 978-2-84487-128-2, OCLC 49667155)

## Filmographie

### Documentaire
- 2001 - Cœurs piégés en Afrique de Dominique Torrès[8]

### Adaptations
- 2001 - Cache-cache d'amour, téléfilm de Didier Aufort et Siriki Baïkro
- 2003 - Le Pari de l'amour, long métrage de Didier Aufort